# Irene Kirpal

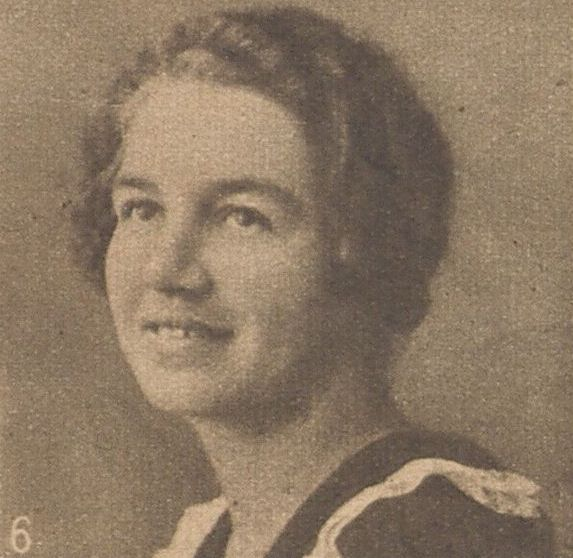
Irene Kirpal, um 1929

Irene Kirpal (* 1. Januar 1886 in Horschitz; † 17. Dezember 1977 in Ústí nad Labem) war eine tschechoslowakische Politikerin der deutschen Minderheit.  

## Leben
Irene Kirpal war die Tochter eines Privatbeamten. Sie entstammte einer jüdischen Familie und besuchte die Volks- und die Bürgerschule. Von 1902 bis 1912 arbeitete sie als Erzieherin. 1912 heiratete sie; sie hatte zwei Töchter. Im gleichen Jahr 1912 trat sie in die Sozialdemokratische Partei Österreich-Ungarns ein. Sie hatte verschiedene Funktionen in der Frauenorganisation der Partei inne. Von 1918 bis 1920 saß sie im Stadtrat von Aussig. 1920 wurde sie als Abgeordnete der Deutschen sozialdemokratischen Arbeiterpartei in der Tschechoslowakischen Republik (DSAP) für den Wahlkreis Aussig (Ústí nad Labem) ins tschechoslowakische Abgeordnetenhaus gewählt. Sie blieb bis 1938 Abgeordnete, als ihr Mandat annulliert wurde.
Nach der Annexion des Sudetenlandes durch das Deutsche Reich floh Irene Kirpal 1938 nach England, wo sie in der provisorischen Exekutive und in der DSAP-Auslandsgruppe mitarbeitete, sie schloss sich der Zinner-Gruppe an. 1946 kehrte sie nach Ústí nad Labem in die Tschechoslowakei zurück, wo sie im Bund antifaschistischer Arbeiterinnen tätig war.  